# Politique dans les Alpes-Maritimes
Le département français des Alpes-Maritimes est un département créé une première fois du 4 février 1793 au 30 mai 1814, puis à une seconde reprise le 23 juin 1860. Les 163 actuelles communes, dont presque toutes sont regroupées en intercommunalités, sont organisées en 51 cantons permettant d'élire les conseillers départementaux. La représentation dans les instances régionales est quant à elle assurée par 19 conseillers régionaux. Le département est également découpé en 9 circonscriptions législatives, et est représenté au niveau national par neuf députés et cinq sénateurs.

## Historique
Le 15 et 16 avril 1860 se tient le plébiscite concernant le rattachement de Nice à la France. Le Oui l'emportant, la quasi-totalité de l'ancien comté de Nice et rattachée officiellement le 14 juin, et le département des Alpes-Maritimes est recréé le 23 juin, avec l'ajout de l'arrondissement de Grasse. Jules Lescuyer d'Attainville (élu en 1857, en tant que député du Var) en devient ainsi le premier député.
Dès 1860, les élections législatives (partielle en 1860) se tiennent afin de déterminer la représentation du département au sein du Corps législatif (tous les 5 ans). Les deux autres élections sont les élections cantonales et municipales (respectivement tous les 3 et 5 ans). Jusqu'en 1965 ces élections demeurent les seules au suffrage direct, auxquels s'ajoutent à partir de 1875 des élections sénatoriales au suffrage indirect, dont les sénateurs sont élus par les élus des départements ou par la Chambre des députés. À partir de 1965 se tient la première élection présidentielle au suffrage universel direct. Par la suite de nouvelles élections apparaissent : les européennes en 1979 et les régionales en 1986.
La représentation du Comté de Nice a dans sa majorité, depuis son annexion à la France, toujours appartenu à des courants de républicains radicaux (en opposition aux royalistes) puis de droite et de centre-droit. Depuis les débuts de la Cinquième république en 1958, 95 mandats de député ont été obtenues par la droite parlementaire (dont 53 mandats obtenus sur 54 entre 1988 et 2017), pour 10 mandats pour la gauche parlementaire. Depuis 1951, le Conseil général (puis départemental) des Alpes-Maritimes est détenu par les forces politiques de droite ou du centre. Néanmoins la partie orientale, le long du Paillon, a une orientation politique différente. Surnommée la « vallée rouge », elle comprend notamment les communes de Lucéram, Contes, Drap, La Trinité et également en aval les quartiers populaires niçois de l'Ariane, Pasteur ou Saint-Roch, et fut durant toute la seconde moitié du XXe siècle un bastion communiste. Elle est la seule incarnation du Midi rouge dans le département, avec dans une moindre mesure la vallée du Var (Carros, Saint-Martin-du-Var, Gilette). Les transformations du tissu productif horticole et floricole, la désindustrialisation affectant les industries lourdes et donc une diminution de la part des ouvriers dans la population active, entraina l’érosion de l'électorat communiste.
Depuis 1958, diverses périodes peuvent être soulignées. De 1958 à 1981, le département penche ouvertement vers le gaullisme (l'élection du communiste Virgile Barel est la seule exception lors de l'Après-guerre, dans une période où le Groupe communiste à la Chambre des députés représentait alors jusqu'à 25 % des élus à l'échelle national), bien que la ville de Nice demeure avec Jean puis Jacques Médecin un bastion de centre-gauche. La période de 1981 à 2008 est marquée par l'affrontement politique entre le RPR puis l'UMP et le Parti socialiste, ainsi que par les percées par intermittence du Front national. Cette ère est également marquée par de nombreux scandales de corruption du personnel politique, aboutissant notamment aux condamnations pénales des maires de Nice (Jacques Médecin), de Cannes (Michel Mouillot) et d'Antibes (Pierre Merli). La période actuelle, à partir de 2008, est marquée par la disparition progressive de l'électorat envers les partis de gauche, et au décentrage de l'affrontement politique entre les divers courants de la droite.
Actuellement, six circonscriptions des Alpes-Maritimes sont tenues par la droite du parti Les Républicains et trois par le parti centriste de la majorité, et les cinq sénateurs appartiennent au parti LR. Enfin, sur les cinquante-quatre conseillers généraux, cinquante-deux sont de droite, deux sont de gauche ou apparentés.

#### Période 1981-2008

Résultats des élections régionales en région PACA

Résultats des élections régionales en région PACA

Résultats des élections régionales en région PACA

## Représentation politique et administrative

### Préfets et arrondissements

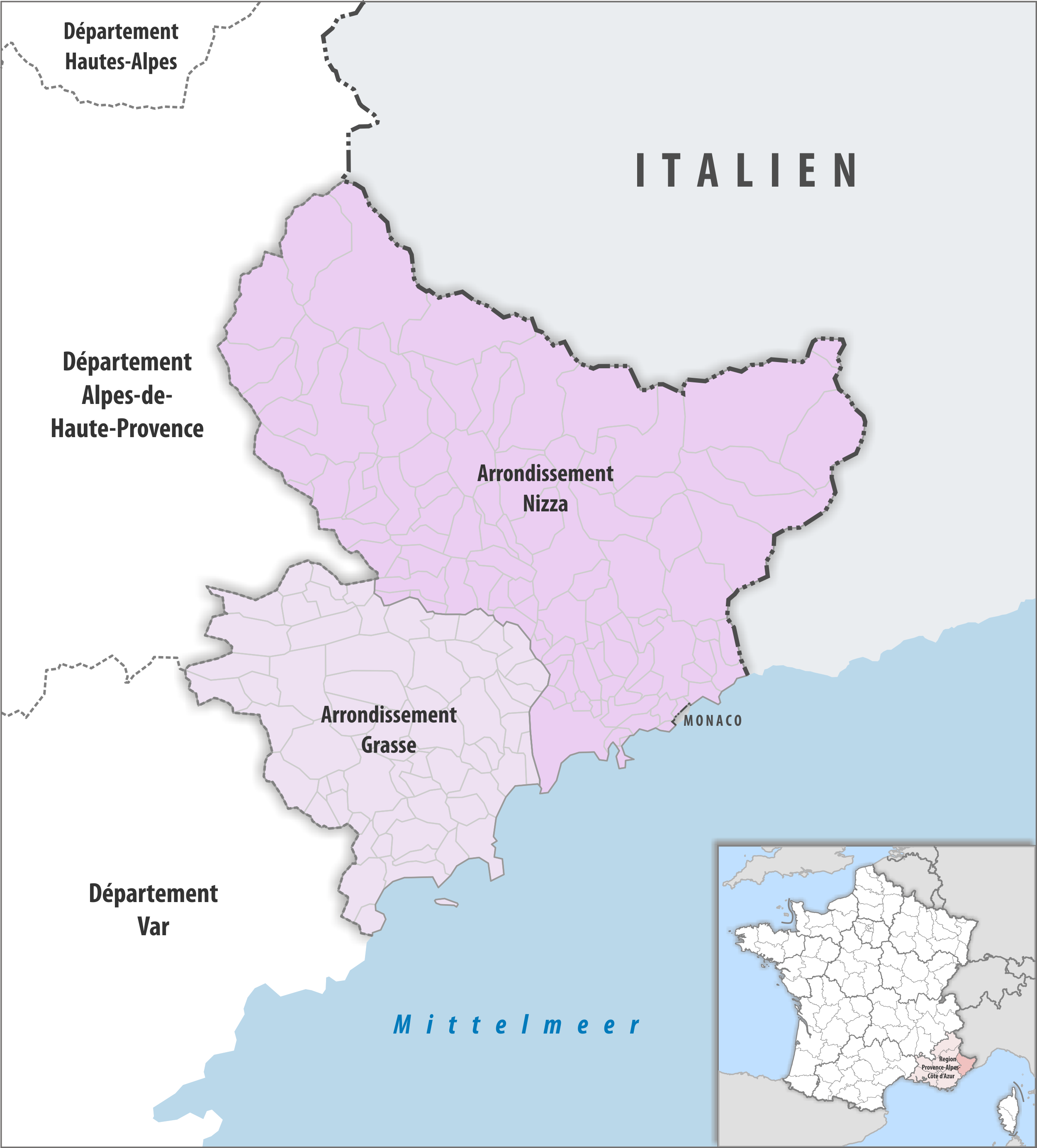
Arrondissements

La préfecture des Alpes-Maritimes est localisée à Nice. Le département possède en outre une sous-préfecture à Grasse. Jusqu'en 1926, un arrondissement supplémentaire était situé à Puget-Théniers.

### Députés et circonscriptions législatives

Circonscriptions et affiliations à l'issue des élections de 2024.

| Circ. | Nom                  |  | Parti | Groupe                               | Suppléant           |
| ----- | -------------------- |  | ----- | ------------------------------------ | ------------------- |
| 1re   | Éric Ciotti          |  | UDR   | Union des droites pour la République | Patrick Baqué       |
| 2e    | Lionel Tivoli        |  | RN    | Rassemblement national               | Andréa Orabona      |
| 3e    | Bernard Chaix        |  | UDR   | Union des droites pour la République | Jean-Pierre Lafitte |
| 4e    | Alexandra Masson     |  | RN    | Rassemblement national               | Gabriel Tomatis     |
| 5e    | Christelle D'Intorni |  | UDR   | Union des droites pour la République | Matthieu Thaon      |
| 6e    | Bryan Masson         |  | RN    | Rassemblement national               | Cyril Tribuiani     |
| 7e    | Éric Pauget          |  | LR-SL | Droite républicaine                  | Alexia Missana      |
| 8e    | Alexandra Martin     |  | LR-NÉ | Droite républicaine                  | David Lisnard       |
| 9e    | Michèle Tabarot      |  | LR    | Droite républicaine                  | Jérôme Viaud        |

### Sénateurs
| Nom                       |  | Parti | Groupe                  | Autres mandats                                    |
| ------------------------- |  | ----- | ----------------------- | ------------------------------------------------- |
| Dominique Estrosi Sassone |  | LR    | Groupe Les Républicains | Conseillère municipale de Nice                    |
| Henri Leroy               |  | LR    | Groupe Les Républicains | Conseiller municipal de Mandelieu-la-Napoule      |
| Alexandra Borchio-Fontimp |  | LR    | Groupe Les Républicains | Conseillère départementale du canton d'Antibes-2  |
| Philippe Tabarot          |  | LR    | Groupe Les Républicains | Conseiller régional de Provence-Alpes-Côte d'Azur |
| Patricia Demas            |  | LR    | Groupe Les Républicains | Conseillère municipale de Gilette                 |

### Conseillers départementaux

Cantons et affiliations à l'issue des élections de 2021.

| Canton               | Conseiller sortant         | Parti | Parti | Conseiller élu            | Parti | Parti |
| -------------------- | -------------------------- | ----- | ----- | ------------------------- | ----- | ----- |
| Antibes-1            | Georges Roux               |       | LR    | Kévin Luciano             |       | LR    |
| Antibes-1            | Michelle Salucki           |       | UDI   | Françoise Thomel          |       | LR    |
| Antibes-2            | Alexandra Borchio-Fontimp  |       | LR    | Alexandra Borchio-Fontimp |       | LR    |
| Antibes-2            | Jacques Gente              |       | LR    | Jacques Gente             |       | LR    |
| Antibes-3            | Sophie Deschaintres        |       | UDI   | Jean-Pierre Dermit        |       | LR    |
| Antibes-3            | Jacques Bartoletti         |       | LR    | Sophie Nasica             |       | LR    |
| Beausoleil           | Xavier Beck                |       | LR    | Xavier Beck               |       | LR    |
| Beausoleil           | Sabrina Ferrand            |       | UDI   | Sabrina Ferrand           |       | UDI   |
| Cagnes-sur-Mer-1     | Roland Constant            |       | LR    | Roland Constant           |       | LR    |
| Cagnes-sur-Mer-1     | Josiane Piret              |       | DVD   | Carine Papy               |       | LR    |
| Cagnes-sur-Mer-2     | Joseph Segura              |       | LR    | Pierette Alberici         |       | LR    |
| Cagnes-sur-Mer-2     | Vanessa Siegel             |       | LR    | Joseph Segura             |       | LR    |
| Cannes-1             | Joëlle Arini               |       | LR    | Joëlle Arini              |       | LR    |
| Cannes-1             | Frank Chikli               |       | LR    | Frank Chikli              |       | LR    |
| Cannes-2             | Chantal Azémar-Morandini   |       | LR    | David Lisnard             |       | LR    |
| Cannes-2             | David Lisnard              |       | LR    | Alexandra Martin          |       | LR    |
| Le Cannet            | Françoise Duhalde-Guignard |       | LR    | Didier Carretero          |       | LR    |
| Le Cannet            | Patrick Tambay             |       | LR    | Fleur Frison-Roche        |       | LR    |
| Contes               | Valérie Tomasini           |       | PCF   | Céline Duquesne           |       | DVD   |
| Contes               | Francis Tujague            |       | PCF   | Sébastien Olharan         |       | LR    |
| Grasse-1             | Michèle Olivier            |       | LR    | Michèle Olivier           |       | LR    |
| Grasse-1             | Jérôme Viaud               |       | LR    | Jérôme Viaud              |       | LR    |
| Grasse-2             | Marie-Louise Gourdon       |       | PS    | Marie-Louise Gourdon      |       | PS    |
| Grasse-2             | Jean-Raymond Vinciguerra   |       | EÉLV  | Mathieu Panciatici        |       | EÉLV  |
| Mandelieu-la-Napoule | David Konopnicki           |       | LR    | David Konopnicki          |       | LR    |
| Mandelieu-la-Napoule | Michèle Paganin            |       | LR    | Michèle Paganin           |       | LR    |
| Menton               | Martine Casério            |       | LR    | Gabrielle Bineau          |       | LR    |
| Menton               | Patrick Cesari             |       | LR    | Patrick Cesari            |       | LR    |
| Nice-1               | Françoise Monier           |       | LR    | Valérie Sergi             |       | LR    |
| Nice-1               | Auguste Verola             |       | LR    | Auguste Verola            |       | LR    |
| Nice-2               | Bernard Asso               |       | LR    | Bernard Asso              |       | LR    |
| Nice-2               | Valérie Sergi              |       | LR    | Françoise Monier          |       | LR    |
| Nice-3               | Sylvie Servella-Cippolini  |       | LR    | Yannick Bernard           |       | DVD   |
| Nice-3               | Charles Scibetta           |       | DVD   | Pascale Guit-Nicol        |       | DVD   |
| Nice-4               | Bernard Baudin             |       | LR    | Caroline Migliore         |       | LR    |
| Nice-4               | Nicole Merlino-Manzino     |       | UDI   | Philippe Pradal           |       | LR    |
| Nice-5               | Franck Martin              |       | LR    | Franck Martin             |       | LR    |
| Nice-5               | Catherine Moreau           |       | UDI   | Catherine Moreau          |       | UDI   |
| Nice-6               | Lauriano Azinheirinha      |       | UDI   | Jean-Pierre Lafitte       |       | LR    |
| Nice-6               | Martine Ouaknine           |       | LR    | Martine Ouaknine          |       | LR    |
| Nice-7               | Honoré Colomas             |       | LR    | Jean-Jacques Carlin       |       | DVD   |
| Nice-7               | Fatima Khaldi-Bououghroum  |       | LR    | Fatima Khaldi-Bououghroum |       | LR    |
| Nice-8               | Anne Ramos                 |       | LR    | Bernard Chaix             |       | LR    |
| Nice-8               | Philippe Rossini           |       | UDI   | Anne Ramos                |       | LR    |
| Nice-9               | Janine Gilletta            |       | LR    | Gaëlle Frontoni           |       | LR    |
| Nice-9               | Philippe Soussi            |       | LREM  | Philippe Soussi           |       | LREM  |
| Tourrette-Levens     | Éric Ciotti                |       | LR    | Éric Ciotti               |       | LR    |
| Tourrette-Levens     | Caroline Migliore          |       | LR    | Christelle d'Intorni      |       | LR    |
| Valbonne             | Anne-Marie Dumont          |       | LR    | Vanessa Lellouche         |       | LR    |
| Valbonne             | Gérald Lombardo            |       | LR    | Gérald Lombardo           |       | LR    |
| Vence                | Charles Ange Ginésy        |       | LR    | Charles Ange Ginésy       |       | LR    |
| Vence                | Anne Sattonnet             |       | LR    | Anne Sattonnet            |       | LR    |
| Villeneuve-Loubet    | Marie Benassayag           |       | LR    | Marie Benassayag          |       | LR    |
| Villeneuve-Loubet    | Michel Rossi               |       | LR    | Michel Rossi              |       | LR    |

### Conseillers régionaux
Présidence : Renaud Muselier (Bouches-du-Rhône)
|            | Parti | Siège |
| ---------- | ----- | ----- |
| Majorité   |       |       |
|            | LR    | 8     |
|            | DVD   | 6     |
|            | LREM  | 2     |
|            | MoDem | 1     |
|            | NC    | 1     |
| Opposition |       |       |
|            | RN    | 9     |

#### Période depuis 2008

Circonscriptions de 2022 à 2027

Cantons en 2021

Circonscriptions de 2017 à 2022

### Maires

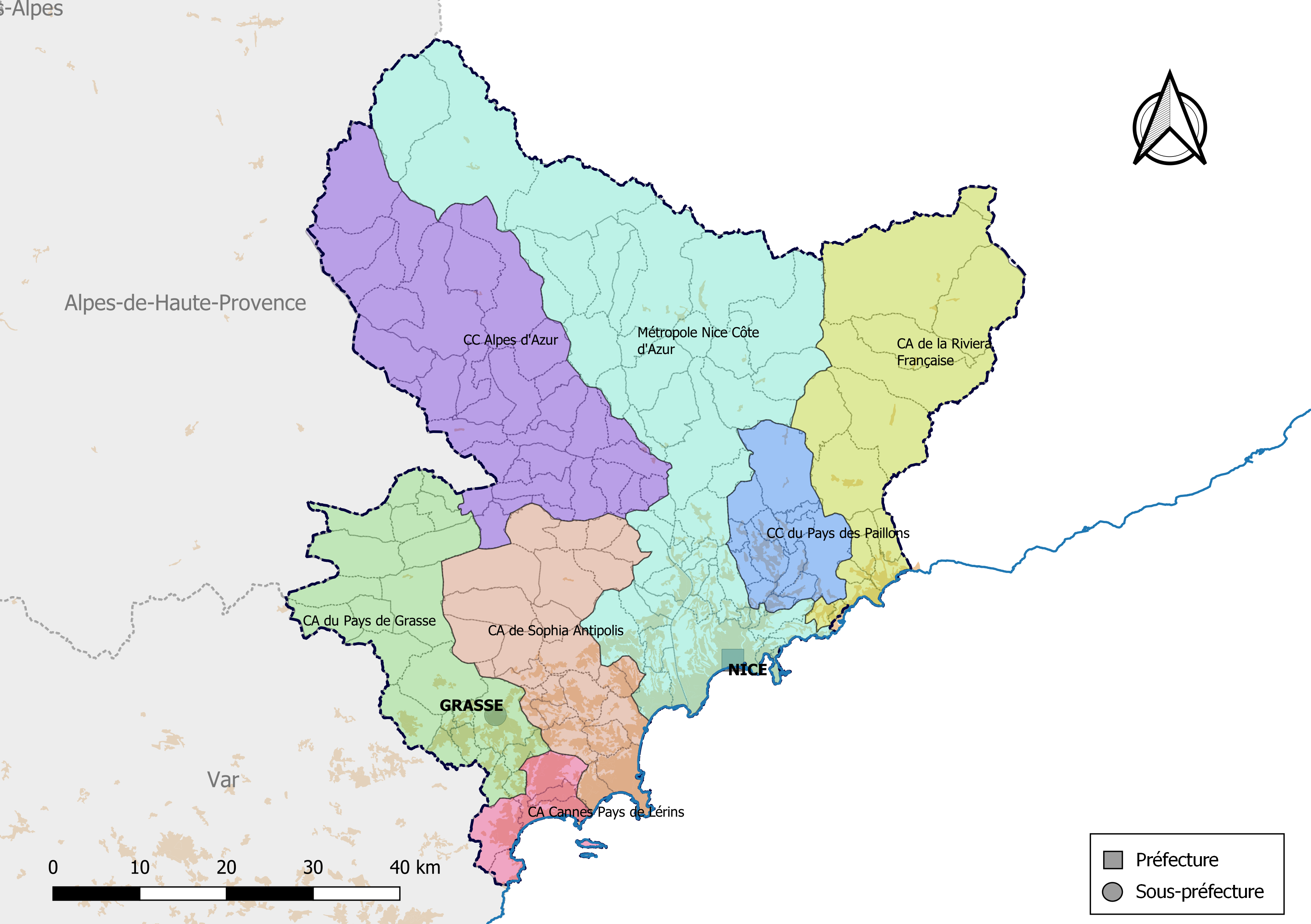
Carte de l'intercommunalité et des communes dans les Alpes-Maritimes depuis le 1 janvier 2014

| Commune        | Maire             |  | Parti | Élection | Population |
| -------------- | ----------------- |  | ----- | -------- | ---------- |
| Antibes        | Jean Leonetti     |  | LR    | 1995     | 76 612     |
| Cagnes-sur-Mer | Louis Nègre       |  | LR    | 1995     | 52 852     |
| Cannes         | David Lisnard     |  | LR    | 2014     | 74 040     |
| Nice           | Christian Estrosi |  | LFA   | 2008     | 353 701    |

### Intercommunalités
| Forme juridique            | Nom                   | Nombre de communes | Président | Président           | Parti |
| -------------------------- | --------------------- | ------------------ | --------- | ------------------- | ----- |
| Métropole                  | Nice Côte d'Azur      | 51                 |           | Christian Estrosi   | LFA   |
| Communauté d'agglomération | Sophia Antipolis      | 24                 |           | Jean Leonetti       | LR-PR |
| Communauté d'agglomération | Cannes Pays de Lérins | 5                  |           | David Lisnard       | LR    |
| Communauté d'agglomération | Pays de Grasse        | 23                 |           | Jérôme Viaud        | LR    |
| Communauté d'agglomération | Riviera Française     | 15                 |           | Jean-Claude Guibal  | LR    |
| Communauté de communes     | Pays des Paillons     | 11                 |           | Maurice Lavagna     | LR    |
| Communauté de communes     | Alpes d'Azur          | 34                 |           | Charles Ange Ginésy | LR    |